# Aleksandr Tretiakov (piloto de skeleton)
Alexandr Vladímirovich Tretiakov –en ruso, Александр Владимирович Третьяков– (Krasnoyarsk, 19 de abril de 1985) es un deportista ruso que compite en skeleton. 
Participó en tres Juegos Olímpicos de Invierno, entre los años 2006 y 2014, obteniendo dos medallas, oro en Sochi 2014 y bronce en Vancouver 2010.
Ganó nueve medallas en el Campeonato Mundial de Skeleton entre los años 2009 y 2021, y nueve medallas en el Campeonato Mundial de Skeleton entre los años 2007 y 2020.

## Palmarés internacional
| Juegos Olímpicos   | Juegos Olímpicos             | Juegos Olímpicos  | Juegos Olímpicos |
| Año                | Lugar                        | Medalla           | Prueba           |
| ------------------ | ---------------------------- | ----------------- | ---------------- |
| 2010               | Vancouver (Canadá)           | Medalla de bronce | Individual       |
| 2014               | Sochi (Rusia)                | 01 ! [ n 1 ]      | Individual       |
| Campeonato Mundial |                              |                   |                  |
| Año                | Lugar                        | Medalla           | Prueba           |
| 2009               | Lake Placid (Estados Unidos) | Medalla de bronce | Individual       |
| 2011               | Königssee (Alemania)         | Medalla de plata  | Individual       |
| 2013               | Sankt Moritz (Suiza)         | Medalla de oro    | Individual       |
| 2015               | Winterberg (Alemania)        | Medalla de plata  | Individual       |
| 2015               | Winterberg (Alemania)        | Medalla de bronce | Equipo mixto     |
| 2016               | Igls (Austria)               | Medalla de plata  | Individual       |
| 2016               | Igls (Austria)               | Medalla de plata  | Equipo mixto     |
| 2021               | Altenberg (Alemania)         | Medalla de plata  | Individual       |
| 2021               | Altenberg (Alemania)         | Medalla de bronce | Equipo mixto     |
| Campeonato Europeo |                              |                   |                  |
| Año                | Lugar                        | Medalla           | Prueba           |
| 2007               | Königssee (Alemania)         | Medalla de oro    | Individual       |
| 2010               | Igls (Austria)               | Medalla de bronce | Individual       |
| 2011               | Winterberg (Alemania)        | Medalla de bronce | Individual       |
| 2013               | Igls (Austria)               | Medalla de plata  | Individual       |
| 2015               | La Plagne (Francia)          | Medalla de plata  | Individual       |
| 2017               | Winterberg (Alemania)        | Medalla de bronce | Individual       |
| 2018               | Igls (Austria)               | Medalla de plata  | Individual       |
| 2019               | Igls (Austria)               | Medalla de bronce | Individual       |
| 2021               | Winterberg (Alemania)        | Medalla de oro    | Individual       |

1. 1 2  El 22 de noviembre de 2017 el COI descalificó por dopaje al medallista ruso.'"`UNIQ--ref-00000007-QINU`"' El 1 de febrero de 2018 el TAS anuló la decisión del COI y restauró la medalla al deportista.'"`UNIQ--ref-00000008-QINU`"'